# MicroStrategy
MicroStrategy (parfois dit Strategy) est un éditeur de logiciels d'informatique décisionnelle (en anglais business intelligence, BI). Sa plate-forme permet aux entreprises d'analyser de vastes quantités de données pour prendre de meilleures décisions métier. 
Le logiciel analyse et transmet l’information via le Web et les appareils mobiles, y compris Apple, Android et BlackBerry. MicroStrategy intègre des technologies permettant de capitaliser sur les big data (mégadonnées), la mobilité, le cloud, et les réseaux sociaux.
L'éditeur est arrivé sur le marché de la BI mobile en 2010 avec MicroStrategy Mobile et MicroStrategy Mobile Suite. Dernier né dans la suite Microstrategy, le desktop. Au cours du symposium parisien d'octobre 2016, le CEO Michael Saylor a annoncé la gratuité de Microstrategy Desktop mono-poste.
La dernière version de la plate-forme MicroStrategy intègre Visual Insight, son module de visualisation de données, ajoute un nouveau connecteur Hadoop, augmente son appui du langage R, et automatise de nombreuses activités de System Manager.
L'entreprise est présente sur le marché des réseaux sociaux depuis 2011 avec les applications Alert, Emma et Wisdom. Ces applications s’intègrent à Facebook afin de fournir des informations CRM.
MicroStrategy Cloud, une plate-forme basée sur le cloud as a service, est sorti en version bêta en septembre 2011. Il s'agit d'un service SaaS BI permettant à un utilisateur de télécharger des données vers le Cloud MicroStrategy, de les analyser grâce à des visualisations riches et de partager des tableaux de bord sur les terminaux mobiles ou via la plate-forme web.
La prestation Microstrategy est donc la seule sur le marché à disposer d'une offre Analytics 360 : terminaux (mobile / web / desktop), fonctionnelle (reporting d'entreprise, dashboard pixel perfect, solution de visualisation), & technologique (On premise, Cloud, Big Data).
Les clients de MicroStrategy couvrent de nombreux secteurs, avec une concentration dans les industries gérant des données à forte intensité comme la grande distribution, la banque, la santé, les assurances, les services financiers, le gouvernement, l'hôtellerie et les jeux. On retrouve parmi les clients de MicroStrategy : Adecco, Carrefour, Danone, Fnac, Galeries Lafayette, Lancel, Monoprix, SFR, Swift et TF1.

## Investissements spéculatifs dans le Bitcoin
Sous l'impulsion de son fondateur Michael J. Saylor, Microstrategy est en 2023, l’entreprise privée possédant le plus de bitcoins dans ses coffres numériques. En Juillet 2025, Microstrategy détient 607 770 BTC en trésorerie.